# Christine De Luca
Pour les articles homonymes, voir De Luca.
Christine De Luca (née le 4 avril 1947) est une poétesse et écrivaine écossaise des Shetland, qui écrit à la fois en anglais et en dialecte des Shetland. Sa poésie est traduite dans de nombreuses langues. Elle est nommée Makar d'Édimbourg, ou Poète lauréate de 2014 à 2017. De Luca est une défenseure majeure du dialecte et de la littérature des îles Shetland du Nord de l'Écosse.

## Jeunesse et éducation
De Luca est née Christine Pearson à Walls, Shetland. Son père, Sandy Pearson, est le directeur de l'école primaire Happyhansel dans les Shetland. De Luca déménage à Édimbourg à la fin de son adolescence pour étudier à l'Université d'Édimbourg. Après l'obtention de son diplôme, elle enseigne plusieurs années au lycée et obtient ensuite une maîtrise en recherche en éducation en 1980,,.

## Carrière d'écrivain
Les trois premiers recueils de poésie de De Luca sont publiés par la Shetland Library : Voes and Sounds, son premier recueil, est publié en 1994 et son deuxième ouvrage, Wast Wi Da Valkyries, est publié en 1997. Les deux collections remportent le prix littéraire Shetland. Un troisième recueil, « Plain Song », est publié aux Shetland et à Édimbourg en 2002.
En 2004, son court recueil de poèmes Drops in Time's Ocean est publié par Hansel Co-operative Press. Il est construit autour de l'histoire de huit générations de sa famille. Son recueil de poésie Parallel Worlds (Luath Press) est publié en 2005. Un volume bilingue de la poésie de De Luca est publié en 2007 aux éditions fédérop ; Mondes Parallèles ( Mondes Parallèles ), Poèmes traduits de l'anglais et du shetlandique, comprennent les quatre premiers volumes de poésie de De Luca et des travaux récents, et sont traduits par Jean-Paul Blot et De Luca. En 2007, le recueil remporte le prix de poésie au 9e Salon International du Livre Insulaire à Ouessant.
Le sixième recueil de poèmes de De Luca, North End of Eden est publié par Luath Press en 2010. En 2011, le roman de De Luca, And Then Forever, est publié par le Shetland Times. Son recueil Dat Trickster Sun (Mariscat Press 2014) est présélectionnée pour le prix Michael Marks Awards for Poetry Pamphlets en 2014,, puis est traduit en italien par Francesca Romana Paci en 2015 (Questo sole furfante) et publié par Trauben, Turin.
De Luca est nommée Makar d'Édimbourg (Poète Lauréate) en 2014, et occupe cette fonction jusqu'en 2017. Ses poèmes sont choisis quatre fois (2006, 2010, 2013 et 2015) par la Scottish Poetry Library pour sa liste annuelle des 20 meilleurs poèmes écossais. L'œuvre de De Luca est traduite en plusieurs langues, dont le français, l'italien, le suédois, le norvégien, le danois, l'islandais, le finnois, l'estonien, le letton, le polonais et le gallois.

## Promotion culturelle desîles du Nord
De Luca est une défenseuse du dialecte Shetland qui voyage fréquemment à l'étranger pour partager son dialecte natal avec des cultures linguistiques similaires, comme celles de la Scandinavie et de l'Islande. Elle est également cofondatrice du Hansel Co-operative Press, une coopérative à but non lucratif, qui promeut le travail littéraire et artistique dans les Shetland et les Orcades.
De Luca se concentre sur la promotion de sa langue maternelle en travaillant avec les enfants des îles Shetland. Elle écrit des contes pour enfants en dialecte Shetland. Elle traduit La Potion magique de Georges Bouillon de Roald Dahl en dialecte Shetland sous le nom de Phenomenal Pheesic de Dodie (Black and White Publishing, 2008). Deux livres de Julia Donaldson, sont également traduits par De Luca chez Black and White Publishing en 2016 : Da Trow (Le Troll ) et The Shetland Gruffalo's Bairn (L'enfant du Gruffalo).

## Principales œuvres publiées
- 2017 : Edinburgh Singing the City, Saltire Society, recueil de poésie
- 2014 : Dat Trickster Sun, Mariscat Press, pamphlet
- 2011 : And Then Forever, Shetland Times, roman
- 2010 : North End of Eden, Luath Press, recueil de poésie
- 2007 : Mondes Parallèles Traduit de l'anglais et du shetlandique par Jean-Paul Blot, (Éditions fédérop), recueil de poésie
- 2005 : Parallel Worlds, Luath Press, recueil de poésie
- 2004 : Drop's in Time's Ocean, Hansel Co-operative Press, brochure
- 2002 : Plain Song, The Shetland Library, recueil de poésie
- 1997 : Wast Wi Da Valkyries, The Shetland Library, recueil de poésie
- 1994 : Voes and Sounds, The Shetland Library, recueil de poésie

## Prix et distinctions
- 2014 : nommée Makar d'Édimbourg, (2014—2017)[5]
- 2014 : sélectionnée pour les Michael Marks Awards for Poetry Pamphlets, pour Dat Trickster Sun[5]
- 2007 : Salon international du livre d'Ouessant, prix de poésie, pour Mondes parallèles, poèmes traduits de l'anglais et du shetlandique[2]
- 1999 : Prix littéraire des îles du Shetland pour 'Wast Wi Da Valkyries[2]
- 1996 : Prix littéraire des îles du Shetland, pour son ouvrage Voce and Sounds[2]